# مارکوس ریتر
مارکوس ریتر (متولد 1967 در برونزویک و بزرگ شده در ووپرتال ) مورخ هنر و شرق‌شناس و ایران‌شناس آلمانی با تخصص در زمینه تاریخ هنر اسلامی است. از سال 2012 وی به عنوان استاد ممتاز در گروه تاریخ هنر دانشگاه وین در اتریش کار می کند.
ریتر در دانشگاه بامبرگ ، دانشگاه آمریکا در قاهره و دانشگاه تهران در رشته ها و رشته های تاریخ هنر اسلامی و باستان شناسی ، تورکولوژی ، ایرانشناسی ، مطالعات اسلامی و عربی و باستان شناسی ساختمان تحصیل کرد (MA 1994 ، دکتر فیل. 2003) متعاقباً ، ریتر به عنوان محقق فوق دکترا در انستیتوی مطالعات ایران آکادمی علوم اتریش در وین کار کرد. در سال 2010 ، به دنبال تدریس در دانشگاه بامبرگ و دانشگاه گوته فرانکفورت ، وی به عنوان صاحب کرسی تازه‌تاسیس تاریخ هنر اسلامی در گروه هنرهای زیبا دانشگاه زوریخ منصوب شد . در سال 2012 وی به عنوان استاد موسس به کرسی جدید تاریخ هنر اسلامی در گروه تاریخ هنر دانشگاه وین نقل مکان کرد.

## کتابها
- Moscheen und Madrasabauten in Iran 1785-1848: Architektur zwischen Rückgriff und Neuerung ، Brill: Leiden & Boston 2006 (تاریخ و تمدن اسلامی: مطالعات و متون ؛ 62)شابک ‎۹۰−۰۴−۱۴۴۸۱−۱
- Der Goldkoran aus der Zeit der Seldschuken und Atabegs: Kommentar | قرآن طلایی از عصر سلجوقیان و اتابگ ها: تفسیر ، گراتس: Akademische Druck- und Verlagsanstalt 2015 (با نورانا بن آزونا)شابک ‎۹۷۸−۳−۲۰۱−۰۱۹۹۹−۶
- Der umayyadische Palast des 8. Jahrhunderts در batirbat al-Minya am See von Tiberias: Bau und Baudekor ، ویسبادن 2017 (Studien zur islamischen Kunst und Archäologie | مطالعات هنر و باستان شناسی اسلامی ؛ 1)شابک ‎۹۷۸−۳−۸۹۵۰۰−۶۷۹−۱

## سرویراستاری
- Iran and iranisch geprägte Kulturen ، Wiesbaden 2008 (Beiträge zur Iranistik؛ 27) (با رالف کاوز و بیرگیت هافمن)شابک ‎۹۷۸−۳−۸۹۵۰۰−۶۰۷−۴
- Beiträge zur Islamischen Kunst und Archäologie ، ج. 2 ، ویسبادن 2010 (با لورنز کرن)شابک ‎۹۷۸−۳−۸۹۵۰۰−۷۶۶−۸
- Beiträge zur Islamischen Kunst und Archäologie ، ج. 5 ، ویسبادن 2017 (با ایلز استورکبوم و فرناندو والدز فرناندز)شابک ‎۹۷۸−۳−۹۵۴۹۰−۲۳۸−۵